# Blef (gra w kości)
Blef – gra dla nieograniczonej liczby osób w której używa się 5 standardowych kości dla każdego gracza.

## Zasady gry
Celem gry jest zgadnięcie ile kości z daną liczbą oczek zostało wylosowanych. 
Każdy gracz posiada po 5 kości i rzuca nimi w taki sposób aby przeciwnik nie dowiedział się co wylosował. Następnie jeden z graczy otwiera licytacje. Licytacja polega na typowaniu ile kości o liczbie oczek 2-6 zostało wylosowanych w sumie wśród wszystkich graczy. Kości o liczbie oczek 1 stanowią jokery (asy) i zastępują dowolną liczbę. Najniższą odzywką jest jedna dwójka. Każdy gracz musi zalicytować więcej kości i/lub oczek niż przeciwnik lub sprawdzić. 
Istnieje także możliwość licytacji ilości jedynek (jokerów) jednak należy pamiętać o następujących zasadach:
1. Liczba licytowanych jedynek musi być większa od połowy ostatnio zalicytowanej liczba kości z oczkami 2-6 np: Gdy zalicytowano pięć piątek to nie można zalicytować mniej niż trzy jedynki.

1. Po licytacji jedynek można zalicytować dowolne liczby z zakresu 2-6 jednak zalicytowana liczba nie może być niższa niż dwukrotność ostatnio zalicytowanej liczby jedynek np: Gdy zalicytowano trzy jedynki to nie można zalicytować mniej niż sześć dwójek/trójek/czwórek/piątek/szóstek.

Gdy jeden z graczy dokona sprawdzenia następuje koniec licytacji i następuje podliczenie liczby kostek wraz z jokerami. Gdy sprawdzana odzywka jest mniejsza niż wynik - przegrywa gracz sprawdzający, jeśli wyższa - przegrywa gracz ostatnio licytujący, a jeśli jest równa to przegrywają wszyscy z wyjątkiem ostatnio licytującego.
Przegrana oznacza utratę kości. Ilość utraconych kości to różnica w ilości liczby kostek między zalicytowaną wartością a stanem faktycznym. W przypadku gdy przegrywa każdy z wyjątkiem licytującego - wówczas każdy traci 1 kość.
Gra toczy się do momentu aż pozostanie 1 osoba z co najmniej 1 kością i to ona staje się zwycięzcą.